# The End of Heartache
The End of Heartache (укр. Кінець серцевого болю) — третій студійний альбом американського металкор-гурту Killswitch Engage, випущений 11 травня 2004 року лейблом Roadrunner Records. Це перший альбом, в якому взяли участь вокаліст Говард Джонс і барабанщик Джастін Фолі. Він отримав позитивні відгуки від критиків.

## Випуск
«When Darkness Falls» увійшла до саундтреку фільму жахів 2003 року «Фредді проти Джейсона». Альбом дебютував у топ-40 австралійського чарту альбомів 17 травня 2004 року, після успішного туру по цій країні з Anthrax. Він став найкращим альбомом на церемонії нагородження Metal Hammer Golden Gods Awards 2004 року. Заголовний трек був номінований на 47-у щорічну церемонію вручення премії «Греммі» як найкраще метал-виконання.
Два музичні відеокліпи: «Rose of Sharyn» і «The End of Heartache» були зняті для просування альбому. У «Rose of Sharyn» гурт виступає у сонячній пустелі, де з мертвих гілок капає кров, утворюючи слова. Кліп на «The End of Heartache» демонструє виступ у темному приміщенні з різноманітними анімаційними зображеннями і сценами з фільму «Оселя зла: Апокаліпсис», розкиданими по всьому відео. Обидва відео були помітними в ефірі Headbangers Ball. Раніше гурт виступав у 2003 році на MTV2 Headbangers Ball Tour.
У 2005 році вийшло спеціальне видання альбому, яке містило шість додаткових треків.
Альбом отримав золотий сертифікат RIAA 7 грудня 2007 року.

## Відгуки
У 2005 році альбом посів 401 місце у книзі журналу Rock Hard «500 найкращих рок- і метал-альбомів усіх часів» (англ. The 500 Greatest Rock & Metal Albums of All Time). Альбом отримав схвальні відгуки музичних критиків.

## Список композицій
Автор слів Говард Джонс, автор музики Killswitch Engage. 
| #     | Назва                                    | Тривалість |
| ----- | ---------------------------------------- | ---------- |
| 1.    | «A Bid Farewell»                         | 3:55       |
| 2.    | «Take This Oath» (за участю Джессі Ліча) | 3:46       |
| 3.    | «When Darkness Falls»                    | 3:52       |
| 4.    | «Rose of Sharyn»                         | 3:36       |
| 5.    | «Inhale» (інструментальна)               | 1:15       |
| 6.    | «Breathe Life»                           | 3:18       |
| 7.    | «The End of Heartache»                   | 4:58       |
| 8.    | «Declaration»                            | 3:01       |
| 9.    | «World Ablaze»                           | 5:00       |
| 10.   | «And Embers Rise» (інструментальна)      | 1:11       |
| 11.   | «Wasted Sacrifice»                       | 4:18       |
| 12.   | «Hope Is...» (за участю Філа Лабонте)    | 4:21       |
| 42:36 |                                          |            |

| Бонус-треки спеціального видання | Бонус-треки спеціального видання                                          | Бонус-треки спеціального видання |
| #                                | Назва                                                                     | Тривалість                       |
| -------------------------------- | ------------------------------------------------------------------------- | -------------------------------- |
| 13.                              | «Irreversal» (за участю Джессі Ліча та Філа Лабонте; перезаписана версія) | 3:49                             |
| 14.                              | «My Life for Yours»                                                       | 3:34                             |
| 15.                              | «The End of Heartache» (версія для фільму «Оселя зла: Апокаліпсис»)       | 4:05                             |
| 16.                              | «Life to Lifeless» (наживо)                                               | 3:22                             |
| 17.                              | «Fixation on the Darkness» (наживо)                                       | 3:40                             |
| 18.                              | «My Last Serenade» (наживо)                                               | 4:00                             |
| 65:06                            |                                                                           |                                  |

## Учасники запису
Killswitch Engage
- Говард Джонс — вокал
- Адам Дуткевич — соло-гітара, бек-вокал, продюсування, зведення
- Джоел Строцель — ритм-гітара, бек-вокал
- Майк Д'Антоніо — бас-гітара, дизайн, фотографія обкладинки, оформлення
- Джастін Фолі — ударні

Запрошені музиканти
- Джессі Ліч — додатковий вокал на «Take This Oath» та «Irreversal»
- Філ Лабонте — додатковий вокал на «Hope Is...» і «Irreversal»
- Енді Сніп — додаткова гітара на «The End of Heartache»

Виробництво
- Кріс Фортін — асистент інженера
- Вейн Крупа — асистент інженера
- Енді Сніп — зведення, мастеринг

## Чарти
Альбом
| Чарт (2004)                  | Найвища позиція |
| ---------------------------- | --------------- |
| Scottish Albums (OCC)        | 35              |
| UK Albums (OCC)              | 40              |
| UK Rock & Metal Albums (OCC) | 2               |

Сингли
| Рік  | Сингл                  | Чарт            | Найвища позиція |
| ---- | ---------------------- | --------------- | --------------- |
| 2004 | «The End of Heartache» | Mainstream Rock | 31              |

## Сертифікації
| Регіон                                             | Сертифікація | Продажі  |
| -------------------------------------------------- | ------------ | -------- |
| Велика Британія (BPI)                              | Срібний      | 60 000^  |
| США (RIAA)                                         | Золотий      | 500 000^ |
| ^відвантаження, що базуються лише на сертифікаціях |              |          |

## Додаткова інформація
Зведення та мастеринг відбувалися на студії Backstage Productions, що в Ріплі, з січня 200м4 року по лютий 2004 року.